# Умершие в октябре 2010 года
Это список известных людей, соответствующих установленным критериям значимости (см. Википедия:Критерии значимости персоналий), умерших в октябре 2010 года.
Причина смерти указывается лишь в исключительных случаях (убийство, самоубийство, гибель в результате военных действий, смертная казнь, ДТП или несчастные случаи). В остальных случаях — не указывается.

## Список

### 1 октября
- Арбатов, Георгий Аркадьевич (87) — советский и российский ученый в области международных отношений, академик РАН[1].
- Бунджак, Дежё (82) — венгерский футболист, игрок национальной сборной (1956—1961)[2].
- Витриченко, Нина Михайловна — тренер по художественной гимнастике.
- Матьё, Мишель (66) — Верховный комиссар Французской Полинезии (2001—2005), Новой Каледонии (2005—2007)[3].
- Рощин, Михаил Михайлович (77) — советский прозаик, драматург и сценарист[4].
- Лябуда, Герард (93) — польский историк-медиевист[5]

### 2 октября
- Матвеев, Виталий Иванович (74) — российский киноактёр. [www.kino-teatr.ru/kino/acter/m/sov/6573/bio/]
- Измайлова, Галия Баязитовна (87) — советская узбекская балерина, народная артистка СССР[6].

### 3 октября
- Гёринг, Хельга (88) — немецкая актриса[7].
- Родионов, Станислав Васильевич (79) — советский и российский писатель, автор детективов и киносценариев.
- Роик, Вера Сергеевна (99) — мастер художественной вышивки, Герой Украины (2006)[8].

### 4 октября
- Лефор, Клод (86) — французский политический философ[9].
- Уиздом, Норман (95) — английский актёр-комик, композитор, продюсер и сценарист, исполнитель роли мистера Питкина[10].

### 5 октября
- Клавель, Бернар (87) — французский писатель[11].
- Клован, Янис (75) — латвийский, ранее советский шахматист, гроссмейстер (1997), гроссмейстер ИКЧФ (2001)[12].
- Александр Молчанов (84) — полный кавалер Ордена Славы.
- Папаян, Рафаэль Ашотович (67) — армянский политический и государственный деятель.
- Стив Ли (47) — вокалист группы Gotthard; автоавария[13].

### 6 октября
- Бейкер, Рой Уорд (93) — британский кинорежиссёр[14].
- Дебюф, Жан (86) — французский тяжелоатлет, бронзовый призёр Олимпийских игр в Мельбурне (1956)[15].
- Скрыпов, Михаил Григорьевич (72) — заслуженный тренер СССР по дзюдо[16].

### 7 октября
- Йордановский, Люпчо (57) — македонский учёный и политический деятель, и. о. Президента Македонии (2004)[17].
- Планинц, Милка (85) — председатель Союзного Исполнительного Вече СФРЮ (1982—1986)[18].

### 8 октября
- Гаджиев, Альберт Имадутдинович (74) — контр-адмирал в отставке[19].
- Ильичёв, Виктор Григорьевич (64) — советский актёр театра и кино. Заслуженный артист РСФСР. [www.kino-teatr.ru/kino/acter/m/sov/1736/bio/]
- Михаил Кудачкин (86) — Герой Советского Союза.
- Миша Мармар (63) — исполнитель песен в стиле эстрадного шансона.
- Фукс, Джим (82) — американский легкоатлет, бронзовый призёр Олимпийских игр в Лондоне (1948) и Хельсинки (1952) в толкании ядра[20].
- Шахтахтинский, Тогрул Неймат оглы (84) — азербайджанский нефтехимик, академик НАН Азербайджана[21].

### 9 октября
- Алле, Морис (99) — французский экономист, лауреат Нобелевской премии по экономике (1988)[22].
- Берков, Валерий Павлович (81) — российский филолог-германист, член Норвежской и Фризской Академий наук[23]
- Исаак Дризе — советский художник.
- Кортунов, Сергей Вадимович (54) — российский политолог[24].
- Кудашева, Фарида Ягудовна (89) — солистка Башкирской государственной филармонии, заслуженная артистка РСФСР[25].
- Матвеев, Александр Константинович (84) — российский языковед, член-корреспондент РАН[26].
- Серман, Илья Захарович (97) —  литературовед, специалист по истории русской литературы XVIII—XIX веков.
- Ситчин, Захария (90) — писатель. Приверженец и популяризатор теории о палеоконтактах и инопланетном происхождении человека.[27]

### 10 октября
- Пётр Беглов (87) — участник Великой Отечественной войны, участник Сталинградской битвы, командир взвода противотанковых ружей 152 стрелкового полка 199 стрелковой дивизии Второго Белорусского фронта, Ветеран труда, лейтенант Советской армии.
- Берк, Соломон (70) — американский певец и композитор, обладатель премии Грэмми[28].
- Адан Мартин Менис (66) — Президент Канарских островов (2003—2007)[29].
- Поветкин, Владимир Иванович (67) — музыковед и реставратор предметов быта и музыкальных инструментов[30]
- Сазерленд, Джоан (83) — австралийская оперная певица[31].
- Серман, Илья Захарович (97) — литературовед, профессор кафедры русской и славянской филологии Еврейского университета в Иерусалиме [32].
- Стейли, Уолтер (79) — американский спортсмен, бронзовый призёр Олимпийских игр (1952) по конному спорту[33].
- Хван Чжан Ёп (87) — председатель Президиума Верховного Народного Собрания КНДР (1972—1983)[34].

### 11 октября
- Зейналлы, Азер Ханафи оглы (80) — советский, азербайджанский шахматист, деятель советского шахматного движения.
- Кузьменко-Титова, Валерия Ивановна (76) — заслуженный мастер спорта СССР по теннису (1991), шестикратная чемпионка СССР в различных разрядах[35].
- Маклахлан, Джанет (77) — американская актриса кино и телевидения[36].

### 12 октября
- Маккензи, Лайонел (91) — американский экономист[37].

### 13 октября
- Артече, Хуан Карлос (53) — испанский футболист, игрок мадридского «Атлетико» (1978—1989)[38].
- Бейли, Эдди (85) — британский футболист, игрок сборной Англии (1950—1952)[39].
- Игнатов, Алексей Николаевич (82) — советский и российский юрист, доктор юридических наук, заслуженный деятель науки России[40].
- Борисов, Сергей Никитович (87) — артист Государственного национального русского театра драмы имени Чингиза Айтматова, народный артист Республики Кыргызстан[41].
- Котляр, Валентин Алексеевич (51) — депутат Государственной Думы РФ 1 созыва[42].
- Карла Дель Поджо (85) — итальянская актриса[43].

### 14 октября
- Шер, Герман (66) — германский политик, бизнесмен и общественный деятель, президент компании Eurosolar, сопредседатель Всемирного совета по возобновляемой энергии[44].
- Капралов, Георгий Александрович (89) — советский, российский кинокритик. [www.kino-teatr.ru/kino/screenwriter/sov/45611/bio/]
- Кисурин, Юрий Борисович (49) — ведущий актёр Томского областного театра драмы[45].
- Маккоркиндейл, Саймон (58) — британский актёр, режиссёр, продюсер[46].
- Мандельброт, Бенуа (85) — американский и французский математик, создатель фрактальной геометрии[47].

### 15 октября
- Эллисон, Малкольм (83) — британский футболист и тренер, главный тренер португальского «Спортинга» (1981—1982)[48].

### 16 октября
- Баттерфилд, Джек (91) — президент Американской Хоккейной Лиги (1966—1994)[49].
- Барбара Биллингсли (94) — американская актриса[50].
- Кабиббо, Никола (75) — итальянский физик-ядерщик, президент Папской академии наук[51].
- Мочалин, Лев Сергеевич (86) — советский государственный деятель.

### 18 октября
- Головин, Владимир Иванович (70) — советский и российский киноактёр. [www.kino-teatr.ru/kino/acter/m/ros/1019/bio/]
- Нефёдов, Евгений Андреевич (65) — советский и российский поэт, пародист, ответственный секретарь газеты «Завтра»[52].
- Хопкинс, Мел (75) — уэльский футболист, игрок «Тоттенхэма» (1952—1964)[53].

### 19 октября
- Агбунов, Михаил Васильевич (58) — российский и украинский учёный болгарского происхождения, археолог и историк, писатель, общественный деятель, автор научных и научно-популярных трудов.
- Босли, Том (83) — американский актёр, наиболее известный по ролям в сериалах «Она написала убийство» и «Тайны отца Даулинга»[54].

### 20 октября
- Ибботсон, Ева (85) — британская писательница, автор книг для детей и подростков.
- Легари, Фарук (70) — президент Пакистана (1993—1997)[55].
- Новак, Эдуард (63) — игрок сборной Чехословакии по хоккею с шайбой, серебряный призёр Олимпийских игр в Инсбруке (1976), бронзовый призёр Олимпийских игр в Саппоро (1972)[56]
- Маллет, Джордж (87) — генерал-губернатор Сент-Люсии (1996—1997)[57].
- Тихон (Степанов) (47) — епископ Архангельский и Холмогорский (с 1996 года); сердечный приступ[58].
- Филлипс, Харви (80) — американский тубист и музыкальный педагог; болезнь Паркинсона[59].
- Форстер, Арианна (Ари Ап) (48) — вокалистка британской панк-группы The Slits, падчерица Джонни Роттена.[60]

### 21 октября
- Бардин, Анатолий Юрьевич (55) — художественный руководитель и дирижёр Красноярского филармонического русского оркестра, народный артист России[61].
- Ильченко, Федор Михайлович (89) — один из самых известных участников Сталинградской битвы, лично предъявивший ультиматум о капитуляции фельдмаршалу Паулюсу[62].
- Зобин, Вадим Николаевич (72) — советский и российский кинорежиссёр, сценарист, актёр[63].
- Павел Корчмарюк (90) — полковник, Герой Советского Союза.
- Пилкин, Борис Васильевич (81) — Заслуженный тренер России по спортивной гимнастике, тренер двукратной олимпийской чемпионки Светланы Хоркиной[64].
- Садыков, Жалил (78) — народный поэт Кыргызстана, автор Гимна Кыргызской Республики[65].
- Сильченко, Николай Кузьмич (91) — командующий войсками Уральского военного округа (1970—1980), генерал-полковник в отставке[66].

### 22 октября
- Иван Дмитриев (87) — полковник Советской Армии, участник Великой Отечественной войны, Герой Советского Союза.
- Лойко, Павел Олегович (52) — белорусский историк[67].  (бел.)
- Номероцкая, Любовь Александровна (52) — Рязанская журналистка[68].

### 23 октября
- Синько, Ростислав Александрович (77) — советский режиссёр кино и театра.
- Томпсон, Дэвид (48) — премьер-министр Барбадоса (с 2008 года).

### 24 октября
- Мавлонова, Ханифа Мухиддиновна (86) — советская таджикская певица (сопрано), народная артистка СССР (1968)[69].
- Стайн, Джозеф (98) — американский драматург и либреттист, автор либретто бродвейского мюзикла «Скрипач на крыше» и сценария одноимённого фильма[70].
- Ткач, Борис Иванович (75) — советский военачальник, генерал-лейтенант, в 1980—1982 гг. — командующий 40-й отдельной армией в ДРА[71].
- Холмс, Эндрю (51) — британский спортсмен, двукратный олимпийский чемпион по академической гребле в Лос-Анджелесе (1984) и Сеуле (1988)[72].
- Альберт Цессарский (90) — русский советский писатель, заслуженный врач РСФСР.

### 25 октября
- Айзекс, Грегори (59) — ямайский музыкант и певец, исполнитель регги; рак лёгких[73].
- Блаунт, Лиза (53) — американская актриса, продюсер, лауреат премии «Оскар» за лучший короткометражный фильм (2002)[74].
- Гаганова, Валентина Ивановна (78) — бригадир прядильной фабрики Вышневолоцкого хлопчатобумажного комбината, Герой Социалистического Труда[75].
- Парун, Весна (88) — хорватская поэтесса[76]. Архивная копия от 27 октября 2010 на Wayback Machine
- Шевяков, Владимир Сергеевич (60) — российский актёр, артист Московского областного камерного театра. [www.kino-teatr.ru/kino/acter/m/ros/21802/bio/]

### 26 октября
- Александр Ипатенко — советский раллийный гонщик послевоенной эпохи, ведущая фигура команды «Автоэкспорт». Заслуженный мастер спорта СССР.
- Харчиков, Александр Тихонович (74) — российский писатель и поэт[77].

### 27 октября
- Асадов, Мирумар (82) — реставратор, Герой Узбекистана (1996)[78].
- Зайцев, Владимир Николаевич (71) — генеральный директор Российской национальной библиотеки[79].
- Киршнер, Нестор (60) — президент Аргентины, (2003—2007), первый Генеральный Секретарь Союза южноамериканских наций (2010)[80].
- Михайлушкин, Александр Викторович (67) — актёр Центрального театра Российской армии, народный артист России[81].
- Шейх Сакр бин Мухаммед Аль-Касими (92) — правитель эмирата Рас-эль-Хайма, к моменту смерти старейший монарх современного мира[82].

### 28 октября
- Дубров, Григорий Карпович (72) — генерал-лейтенант в отставке, руководитель Русского антифашистского комитета, председатель Высшего Офицерского Совета России, попал под электричку[83].
- Макартур, Джеймс (72) — американский актёр[84].
- Мёрфи, Морис (75) — британский трубач, кавалер ордена Британской империи[85].
- Мотцфелдт, Йонатан (72) — первый премьер-министр Гренландии (1979—1991) и (1997—2002)[86].
- Нецер, Эхуд (76) — израильский археолог, руководивший раскопками захоронения царя Ирода I Великого[87].
- Фокин, Виктор Никитович (88) — Герой Советского Союза.
- Шишаев, Борис Михайлович (64) — российский писатель[88].

### 29 октября
- Головин, Евгений Всеволодович (72) — русский писатель, поэт, переводчик, филолог, культуролог, оккультист[89].
- Керн, Людвиг Ежи (89) — польский писатель[90].
- Клейтон, Ронни (76) — британский футболист, игрок национальной сборной Англии (1955—1960)[91].
- Саканделидзе, Карло (82) — грузинский киноактёр.[www.kino-teatr.ru/kino/acter/m/post/3746/bio/]
- Старыгин, Александр Семёнович (35) — российский бодибилдер, телеведущий и бизнесмен; самоубийство[92].
- Фридман, Алексей Максимович (70) — академик РАН, специалист в области астрофизики и физики гравитирующих систем[93].

### 30 октября
- Бонагура, Романо (80) — итальянский бобслеист, серебряный призёр Олимпийских игр в Инсбруке (1964)[94].
- Браво, Леопольдо Альфредо (50) — посол Аргентины в России (2006—2010); рак[95].
- Майдана, Ананиас (86) — Генеральный секретарь ЦК Коммунистической партии Парагвая (1990—2007)[96].
- Мулиш, Харри (83) — нидерландский писатель[97].
- Нодзава, Нати (72) — японский актёр[98].
- Хикенлупер, Джордж[англ.] (47) — американский кинорежиссёр, сценарист и продюсер[99].
- Цариков, Борис Андреевич (65) — первый белорусский арбитр международного класса по баскетболу[100].
- Ширяев, Геннадий Петрович (51) — генерал-лейтенант полиции, начальник управления ФСКН России по Красноярскому краю; рак[101].

### 31 октября
- Соренсен, Теодор (82) — спичрайтер американского президента Джона Кеннеди[102].
- Латтанцио, Вито (84) — министр обороны Италии (1976—1977)[103].
- Лукас, Морис (58) — американский баскетболист, чемпион НБА (1977) в составе «Портленда»[104].